# 藤澤拓斗
藤澤 拓斗（ふじさわ たくと、1990年5月27日 - ）は、大分県宇佐市出身の元プロ野球選手、野球指導者（内野手）。右投左打。

## 経歴

### プロ入り前
柳ヶ浦高等学校時代には投手兼三塁手としてプレー。しかし、春夏ともに甲子園での全国大会出場はならなかった。
高校卒業後に西濃運輸へ入社すると、3年目の2011年に第81回都市対抗野球大会へ出場。5年目の2013年にも東邦ガスの補強選手として、第83回都市対抗野球大会へ出場した。
2013年のプロ野球ドラフト会議で中日ドラゴンズから6巡目指名を受け、契約金3000万円、年俸1000万円（金額は推定）という条件で入団した。背番号は46。中日から指名された直後には、西濃運輸の選手として第39回社会人野球日本選手権大会へ出場している。

### 中日時代
2014年には二塁手へ転向。フレッシュオールスターゲームには、ウエスタン・リーグ選抜チームの一員として出場した。一軍公式戦への出場機会はなく、60試合に出場したウエスタン・リーグ公式戦でも打率.192、1本塁打、11打点という成績にとどまった。シーズン終了後の11月1日には、翌2015年の契約に対して、NPBの野球協約で定められた減俸の上限（年俸1億円未満の選手の場合には25%）を適用することを球団から提示。結局、年俸750万円で契約を更改した。
2015年には、ウエスタン・リーグ公式戦67試合に出場。打率.234、2本塁打、11打点という成績を残した。しかし、一軍公式戦への出場機会がないまま、10月27日に球団から戦力外通告を受けた。

### 中日退団後
2015年11月10日に、シートバッティング形式の12球団合同トライアウト（草薙球場）へ参加したが、全7打席で無安打1四球6三振に終わった。
2016年からは社会人野球に復帰。JR西日本へ入社してプレーを続ける。JR西日本では主力として都市対抗や日本選手権にも出場した。
2021年限りで現役を引退した。その後は同社で社業に就いていたが、同社の総監督を務めた後藤寿彦の紹介で翌2022年年から朝日大学に出向、同大学野球部でコーチを務めている。

## 選手としての特徴・人物
パンチ力と広角に打ち分ける技術を持ち合わせた打撃が特徴。守備では、三塁を中心に、内野の全ポジションをこなせる。

## 詳細情報

### 年度別打撃成績
- 一軍公式戦出場なし

### 背番号
- 46（2014年 - 2015年）